# 닐 존스
닐 존스(Neal Jones, 1960년 1월 2일 ~ )는 미국의 텔레비전 배우, 영화배우, 연극 배우이다.
위치토에서 태어났다.

## 영화
- 크리미널 마인드 5 (2009년) - 칼 아놀드 역
- 제너레이션 킬 (2008년)
- 불타는 집 (2006년)
- 크리미널 마인드 (2005년)
- 좀비 허니문 (2004년)
- 레스큐 미 시즌1 (2004년)
- 브리짓 (2002년)
- 천사의 아이들 (2002년)
- 체인징 레인스 (2002년)
- 법과 질서 - 뉴욕 특수수사대 (2001년)
- 웨이 오프 브로드웨이 (2001년)
- 퀴니 인 러브 (2001년)
- 차이니스 커피 (2000년)
- 비상 계엄 (1998년)
- 데블스 에드버킷 (1997년)
- 지. 아이. 제인 (1997년)
- 뉴욕 광시곡 (1996년)
- 로미오 이즈 블리딩 (1993년)
- 글렌게리 글렌 로스 (1992년)
- 법과 질서 (1990년)
- 더티 댄싱 (1987년)